# Haga (Hordaland)
Haga is een plaats in de Noorse gemeente Samnanger, provincie Vestland. Haga telt 936 inwoners (2007) en heeft een oppervlakte van 1 km².